# جون فروشانتيه
جون أنثوني فروشانتيه (بالإنجليزية: John Frusciante ؛ 5 آذار/ مارس 1970) فنان أمريكي، وعازف غيتار، مغني، مؤلف ومنتج موسيقي، وفنان موسيقى إلكترونية. كما كان عضوا سابقا في فرقة الروك ريد هوت تشيلي بيبرز.

## روابط خارجية
- جون فروشانتيه على موقع IMDb (الإنجليزية)
- جون فروشانتيه على موقع الموسوعة البريطانية (الإنجليزية)
- جون فروشانتيه على موقع ميوزك برينز (الإنجليزية)
- جون فروشانتيه على موقع ميوزك برينز (الإنجليزية)
- جون فروشانتيه على موقع رولينغ ستون (الإنجليزية)
- جون فروشانتيه على موقع إن إن دي بي (الإنجليزية)
- جون فروشانتيه على موقع أول ميوزيك (الإنجليزية)
- جون فروشانتيه على موقع ديسكوغز (الإنجليزية)
- جون فروشانتيه على موقع ديسكوغز (الإنجليزية)
- جون فروشانتيه على موقع قاعدة بيانات الفيلم (الإنجليزية)